# Inscripciones indias en planchas de cobre
Las inscripciones indias en planchas de cobre son registros legales históricos grabados en placas de cobre en la India.
Las inscripciones donativas grabadas en planchas de cobre, a menudo unidas por un anillo con el sello del donante, era el documento legal que registraba el acto de investidura. Probablemente fue necesario presentarlos cuando se requiera para probar la propiedad/el reclamo de los derechos. La recuperabilidad de las planchas de cobre fue quizás crucial en las tierras recién colonizadas. Información detallada sobre la tenencia de la tierra y los impuestos disponibles en estas concesiones de planchas de cobre.

## Historia

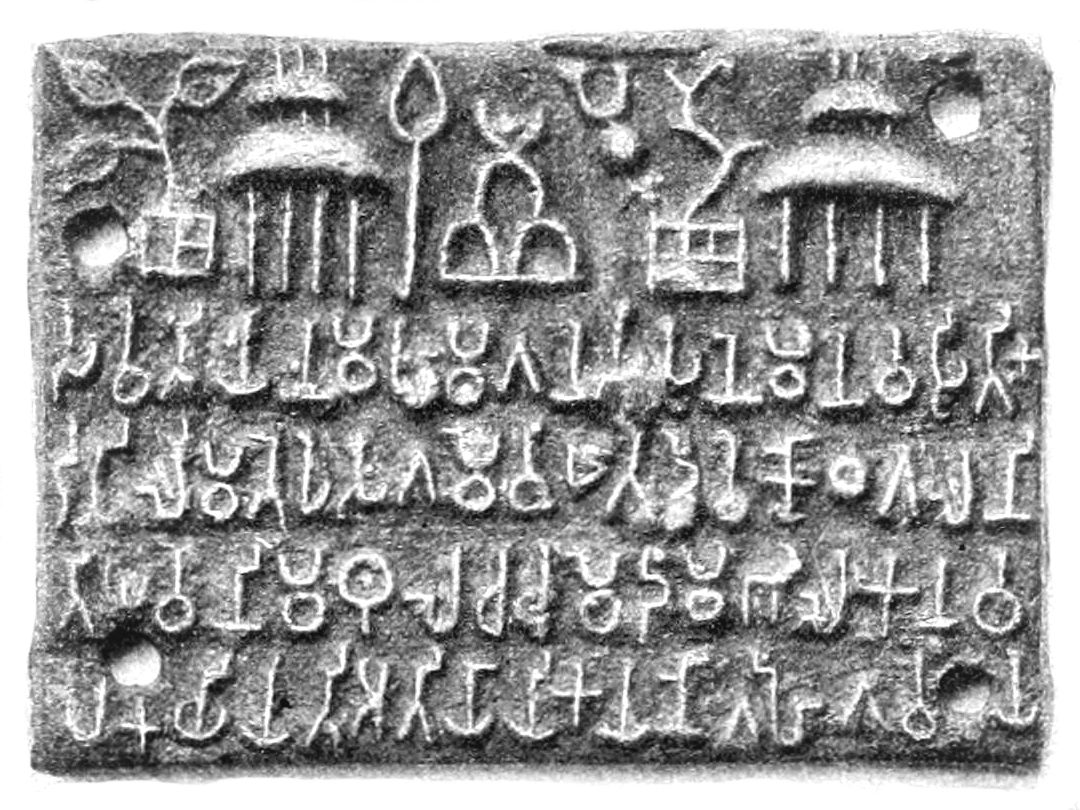
La inscripción en plancha de cobre de Sohgaura, la más antigua conocida de su tipo, siglo III a. C.

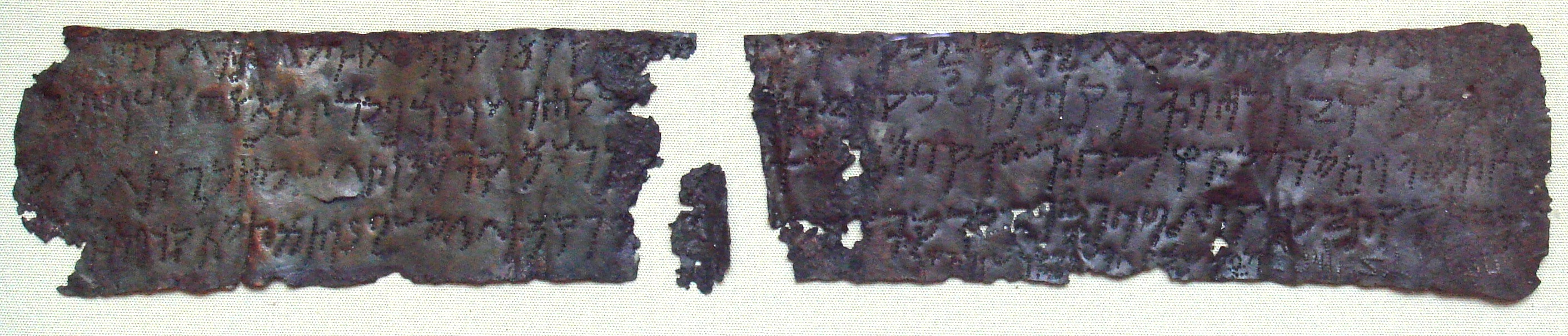
La plancha de cobre de Taxila, (Museo Británico).

Las inscripciones indias en planchas de cobre (tamarashasana), por lo general registran concesiones de tierras o listas de linajes reales que llevan el sello real, una profusión de los cuales se han encontrado en el sur de la India. Originalmente, las inscripciones se registraban en hojas de palma, pero cuando los registros eran documentos legales, como títulos de propiedad, se grababan en la pared de una cueva o templo, o más comúnmente, en planchas de cobre que luego se guardaban en un lugar seguro, como dentro de las paredes o cimientos de un templo, o en escondites de piedra en los campos. Las placas se podían usar más de una vez, como cuando una subvención cancelada se sobrepasaba con una nueva inscripción. Estos registros probablemente se utilizaron desde el primer milenio.
Algunas de las planchas de cobre con inscripciones más antiguas del subcontinente indio datan de la era de Harappa Maduro, constan de hasta 34 caracteres y se cree que se utilizan para la impresión de planchas de cobre.
La denominada inscripción en plancha de cobre Sohgaura, inscrita en la escritura Brahmi, y posiblemente del siglo III a. C. Imperio Maurya, es un precursor de las posteriores inscripciones en plancha de cobre. Sin embargo, en realidad está escrito en una pequeña plancha de bronce (una aleación de cobre). Las inscripciones en plancha de cobre de Taxila y Kalawan (c. siglo I d. C. o antes) se encuentran entre los primeros ejemplos conocidos de planchas de cobre que se utilizan para escribir en el subcontinente indio. Sin embargo, estas no son cartas adecuadas, a diferencia de las inscripciones posteriores en plancha de cobre.
La carta de plancha de cobre más antigua conocida del subcontinente indio es la inscripción Patagandigudem del rey Andhra Ikshvaku del siglo III d. C. Ehuvala Chamtamula. La carta de planchas de cobre más antigua conocida del norte de la India es probablemente la concesión Kalachala de Ishvararata, fechada a finales del siglo IV sobre una base paleográfica.
Algunas de las primeras planchas de cobre autenticadas fueron emitidas por los reyes de la dinastía Pallava en el siglo IV, y están en prácrito y sánscrito. Un ejemplo de inscripción en sánscrito temprano en el que se usan palabras en kannada para describir los límites de la tierra, son las inscripciones de Tumbula de la dinastía Ganga Occidental, que se han fechado en 444 según un informe de un periódico indio de 2004. En el norte de la India se han encontrado raras planchas de cobre del período Gupta. El uso de inscripciones en planchas de cobre aumentó y durante varios siglos siguieron siendo la fuente principal de registros legales.
La mayoría de las inscripciones en planchas de cobre registran títulos de propiedad de concesiones de tierras otorgadas a Brahmanas, individual o colectivamente. Las inscripciones seguían una fórmula estándar para identificar al donante real y su linaje, seguida de largos honoríficos de su historia, hechos heroicos y sus extraordinarios rasgos personales. Después de esto, seguirían los detalles de la subvención, incluida la ocasión, el destinatario y las sanciones involucradas si las disposiciones fueran ignoradas o violadas. Aunque la profusión de lenguaje complementario puede ser engañosa, el descubrimiento de inscripciones en planchas de cobre ha proporcionado una gran cantidad de material para los historiadores.
El templo Tirumala Venkateswara tiene una colección única de alrededor de 3000 planchas de cobre en las que están inscritos los Telugu Sankirtans de Tallapaka Annamacharya y sus descendientes.

## Inscripciones tamiles en plancha de cobre
Las inscripciones tamiles en plancha de cobre son registros grabados en plancha de cobre de concesiones de aldeas, parcelas de tierras cultivables u otros privilegios a individuos privados o instituciones públicas por parte de los miembros de las diversas dinastías reales del sur de la India. El estudio de estas inscripciones ha sido especialmente importante para reconstruir la historia de Tamil Nadu. Las subvenciones van desde el siglo X d. C. hasta mediados del siglo XIX d. C. Un gran número de ellas pertenecen a los reyes Chalukyas, Cholas y Vijayanagar. Estas láminas son valiosas desde el punto de vista epigráfico, ya que dan una idea de las condiciones sociales del sur de la India medieval; también ayudan a llenar los vacíos cronológicos en la historia relacionada de las dinastías gobernantes. Por ejemplo, la concesión de Leyden (así llamada porque se conserva en el Museo de Leiden en Holanda) de Parantaka Chola y la de Parakesari Uttama Chola se encuentran entre las más importantes, aunque la parte más útil, es decir, la sección genealógica, de las planchas de este último parece haberse perdido.

Inscripciones en placa de cobre tamil de Vijaynagar en el templo Dharmeshwara, Kondarahalli, Hosakote
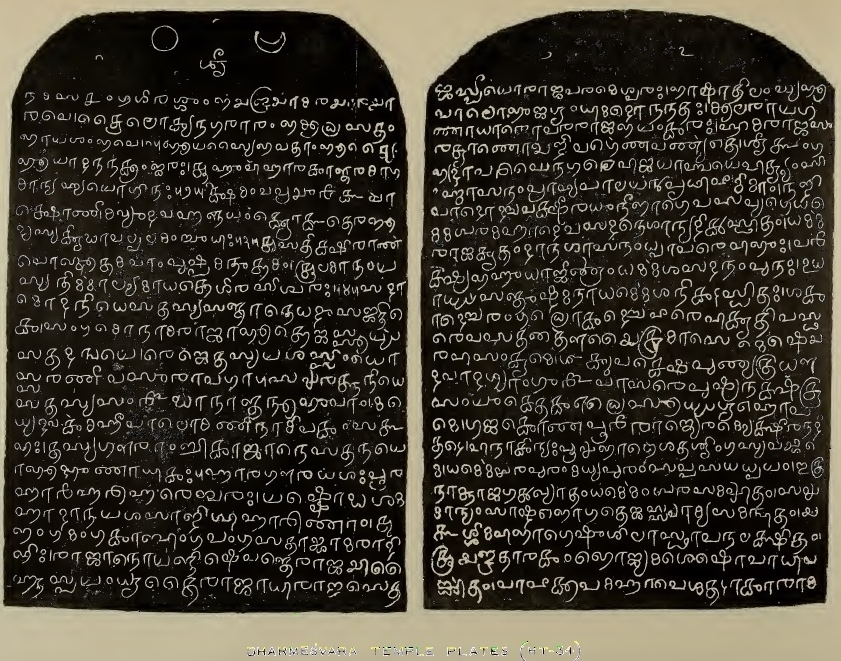
Plancha 1 y reverso
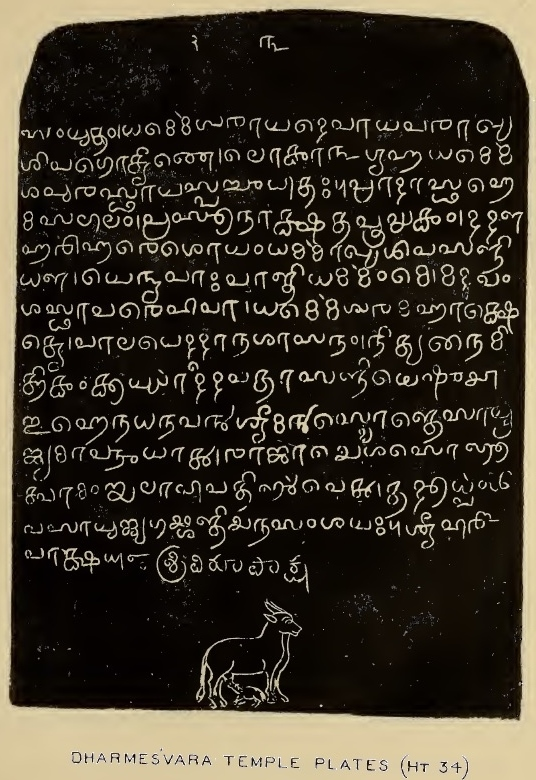
Plancha 2

A diferencia de los estados vecinos donde las primeras inscripciones se realizaron en sánscrito y prácrito, las primeras inscripciones en Tamil Nadu usaban la lengua tamil junto con algo de prácrito. El tamil tiene la literatura existente entre las lenguas dravídicas, pero datar la lengua y la literatura con precisión es difícil. Las obras literarias en la India se conservaron en manuscritos de hoja de palma (lo que implicaba copias y copias repetidas) o mediante transmisión oral, lo que imposibilitó la datación directa. Los registros cronológicos externos y la evidencia lingüística interna, sin embargo, indican que las obras existentes probablemente fueron compiladas en algún momento entre el siglo IV a. C. y el siglo III d. C. La atestación epigráfica de tamil comienza con inscripciones en roca del siglo III a. C., escritas en Tamil-Brahmi, una forma adaptada de la escritura Brahmi. El texto literario más antiguo existente es el Tolkāppiyam, una obra sobre poética y gramática que describe el lenguaje del período clásico, fechado de diversas formas entre el siglo V a. C. y el siglo II d. C.

## Concesiones

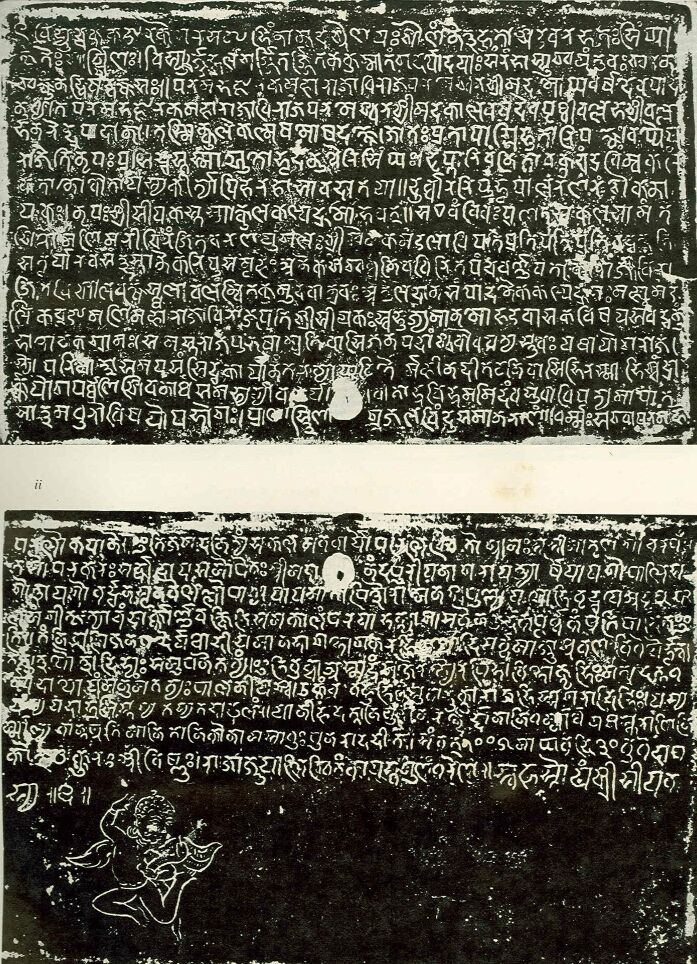
Plancha de cobre Harsola de cobre de la regla de Paramara Siyaka de 949 CE

Una de las fuentes más importantes de la historia del subcontinente indio son los registros reales de concesiones grabados en planchas de cobre (tamra-shasan o tamra-patra; tamra significa cobre en sánscrito y varios otros idiomas indios). Debido a que el cobre no se oxida ni se descompone, pueden sobrevivir en forma casi indefinida.
Las colecciones de textos arqueológicos de las planchas de cobre y las inscripciones de rocas han sido compiladas y publicadas por el Servicio Arqueológico de la India durante el siglo pasado.
Las dimensiones aproximadas de la plancha de cobre son 9 3⁄4 de pulgada de largo × 3 1⁄4 de pulgada de alto × 1/10 (a 1/16) de pulgada de espesor.
La plancha de cobre más antigua conocida, conocida como "plancha de cobre de Sohgaura", es un registro de Maurya que menciona los esfuerzos de alivio de la hambruna. Es una de las pocas inscripciones anteriores a Aśoka Brahmi en la India.